# Скопин
Скопин (рус. Скопин) град је у Русији у Рјазањској области.

## Становништво
| 1939.  | 1959.  | 1970.  | 1979.  | 1989.  | 2002.  | 2010.  |
| ------ | ------ | ------ | ------ | ------ | ------ | ------ |
| 13.250 | 17.957 | 24.429 | 26.608 | 28.912 | 25.092 | 30.376 |

## Градови побратими
- Столин, Белорусија (од 2014)